# روبير زيلنر
روبير زيلنر (بالألمانية: Robert Zillner)‏ (4 أغسطس 1985 بباساو في ألمانيا - ) هو لاعب كرة قدم ألماني في مركز الوسط. لعب مع غرويتر فورت ونادي ساندهاوزن ونادي أونترهاخينغ وSpVgg Greuther Fürth II ‏ وSpVgg Unterhaching II ‏.

## وصلات خارجية
- روبير زيلنر على موقع قاعدة بيانات كرة القدم.إي يو (الإنجليزية)
- روبير زيلنر على موقع بيانات كرة القدم. دي إي (الألمانية)
- روبير زيلنر على موقع عالم كرة القدم.نت (الإنجليزية)
- روبير زيلنر على موقع AS.com (الإسبانية)